# .ir
.ir е интернет домейн от първо ниво за Иран. Администрира се от Института за изследвания по теоретична физика и математика. Представен е през 1994 г.

## Домейни на второ ниво
- .ir
- .ac.ir
- .co.ir
- .gov.ir
- .id.ir
- .net.ir
- .org.ir
- .sch.ir

## Персийски домейни
- .ایران.ir – публичен на персийска писменост за персийски език.[1]